# DVDレコーダー

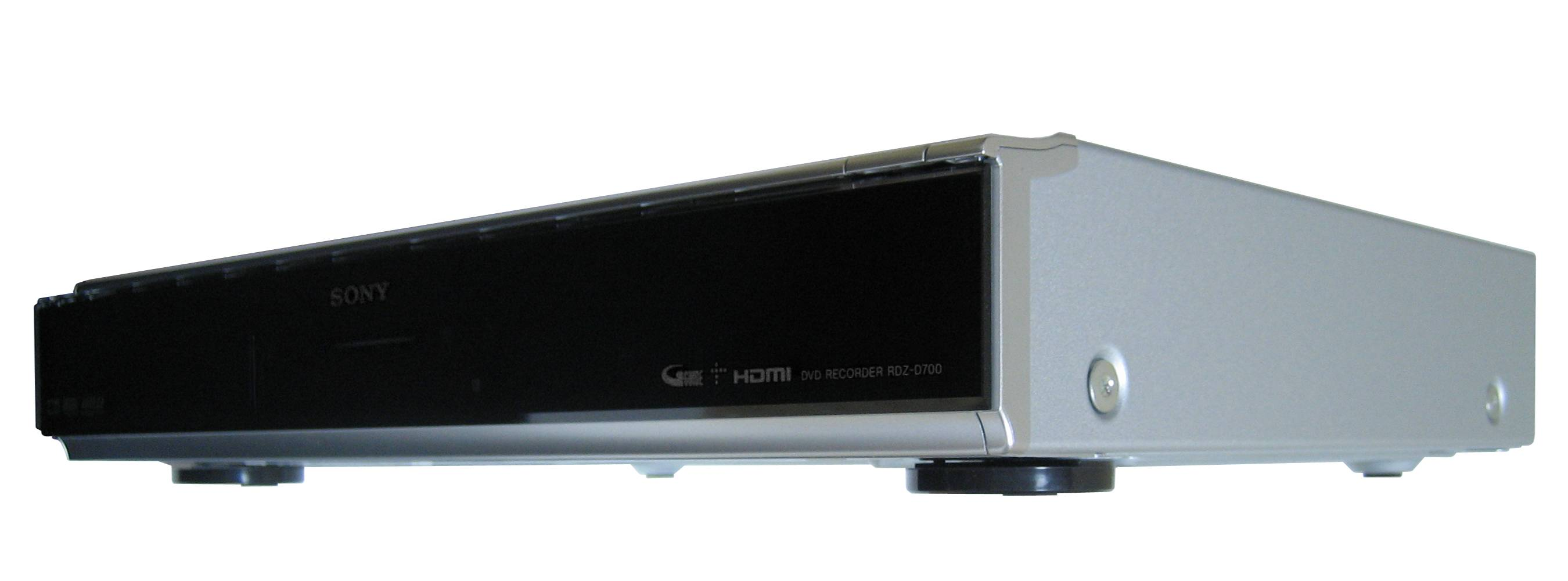
HDD & DVDレコーダー

DVDレコーダー（ディーブイディーレコーダー）とはDVD-Videoの再生のほかに、記録型DVDに動画などを記録できる据え置き型映像機器である。これに対し録画機能の無い再生専用機は「DVDプレーヤー」、携帯用のカメラ一体型タイプは「DVDビデオカメラ（カムコーダー）」と呼び分ける。

## 概説
DVDは第2世代光ディスクであり、Blu-ray Disc（BD）やHD DVDなどの第3世代光ディスクとは異なる規格のメディアで、それらのレコーダーも基本的には別の機器である（後述参照）。
テレビ放送のチューナーを内蔵し、テレビ番組を高画質で録画できるほか、家庭用ビデオカメラからの映像の取り込み・編集も可能。家庭用据え置き型録画機としては、VHSなどのVTRの次の世代に位置付けられていた製品である。
DVD-Videoの再生のほか音楽CD、機種によってはビデオCD、MP3などの再生にも対応する。
なお、第3世代光ディスクの普及とともに、メーカーはBDの生産へと推移し、DVDレコーダーの生産は行われていない。しかしながら下位互換として多くのBDレコーダーがDVDレコーダーとしての機能を持っている。
各種DVDメディアや第3世代光ディスクの詳細については当該記事を参照。

## 特徴

### 記録方式
動画圧縮に使われるフォーマットはMPEG-2、音声フォーマットは主にドルビーデジタルまたはリニアPCMである。
録画品質のモード名称は機器メーカーにより様々で共通規格に従ったものではないが、以下のような呼称がよく使われている。
- DR（ダイレクトレコーディング）／TS（Transporting Stream） - デジタル放送の映像や音声を劣化なしで直接記録（エンコードを伴わない記録）する。デジタルチューナー搭載機種で基本的にはHDDへの記録のみだが、東芝のHD Rec対応機ではHD DVD-VR（HDVR）フォーマットされた記録型DVDメディアへの記録が可能である。
- XP、FINE、HQ（高画質） - 放送信号の中に含まれる映像や音声の信号を（デジタル放送の場合はデジタルデータを一旦デコードした後に）8.0～9.2MbpsCBRで再エンコードして記録する。ディスク1枚に約1時間。DVDの規格(AVCRECを除く)上の最高画質であり、映像信号をほぼ忠実に記録可能。また、このモードならDVDレコーダー2台を使ってアナログでダビングしても1度や2度なら画質の劣化が少ない。画質的にはDV方式やS-VHS方式の標準モード並なので、ビデオカメラで撮影した映像の編集などに最も適している。
- SP（標準画質） - 約5MbpsVBRでのエンコード記録。ディスク1枚に約2時間。XPモードには及ばないが、それでもS-VHS方式の3倍モード並の画質である。記録時間と画質のバランスが取れたモードで、保存目的のテレビ番組録画ではこのSPモードが一番よく使われる。
- LSP - ディスク1枚に約2時間30分。
- ESP - ディスク1枚に約3時間。
- LP（長時間） - 約2～3Mbpsでのエンコード記録。ディスク1枚に約4時間。画質はVHS方式の3倍モードと同等かそれ以下である。音声主体で動きの少ないトーク番組など画質をあまり気にしないでも良いテレビ番組を、コストや保存スペースを抑えるために長時間録画する用途に向く。個人差や用途にもよるが、このあたりが通常の視聴に耐えうる限界のモードとなる。
- EP、SLP（超長時間） - 約1～2Mbpsでのエンコード記録。ディスク1枚に6～10時間。ただし、その画質はVHS方式の3倍モードにも及ばない。画面に映る人物などが辛うじて判る程度で、スタッフロールの文字などはほとんど読み取れないほどにまで崩れる。短期的に保存する番組などを録画する際に容量を抑えて記録するためのモードで、テレビ番組の保存用としての録画には向かない。
- FR、MN、AUTO、SmartFit - エンコードの記録時のビットレートを自由指定したり、ディスク1枚に収まりきるように画質を自動調整するモード。そのため近年多い2時間超スペシャルといった番組などを録画するときにSPモードと遜色ない録画が可能。

※ディスクは片面1層の場合。XSP、LSP、ESPは主にソニーやパイオニアなどの製品で採用されている。東芝製品ではビットレートを1.0～9.2Mbpsまで0.2Mbps単位で自由に設定可能である。
解像度は720×480ドット（Full D1）が基本である。LP・EP等の低ビットレートモードでは圧縮によるノイズを抑えるため、720×480ドットに満たない解像度で記録し、再生時に引き伸ばしてテレビに表示することが多い。このためどうしても細部の描写が甘くなる傾向があり、色の再現性も悪くなる。とりわけLP・EPなどのモードでは長時間記録を実現するためにビットレートが低く抑えられる傾向にあり、不快なブロックノイズが増大し画質が著しく悪化することがよくある。
このため、DVDレコーダーでは高画質と長時間記録が両立できるようにメーカー独自の長時間記録技術を搭載するようになった。例えばパナソニックのDVDレコーダー「ディーガ」には「高解像度LPモード」という録画機能が搭載されている。これはLPモードで記録する際、SPモードと同じ720×480ドットで記録するが、記録の際に映像信号を細かく分析し個々の被写体に最適なビットレートを割り振るというもの。これによってビットレートを低く抑え、なおかつブロックノイズは極限まで抑えられている。1枚のDVD（片面1層）に4時間以上の高画質映像が記録できる。
DVDレコーダーでは再生互換性などの問題により、後述するメモリーカードへの書き出しを除き、MPEG-2よりも圧縮率が高いフォーマット（MPEG-4など）は採用されていなかった。しかし2007年11月にはハイビジョン解像度のMPEG-4 AVCでデジタル放送を記録できる機器が登場する。
DVDメディアへの記録方式は、主に以下の2種類がある。
- DVD-Videoモード - DVD-Video規格にほぼ準拠する。国内外のメーカーの幅広いDVD機器で再生可能。ただしデジタル放送の記録には非対応なので、自主制作ビデオ作品の配布などに適している。
- DVD-VRモード - 記録後にカット編集などが可能。DVD-Videoと互換性がないが、最近のDVDプレーヤーはDVD-VRモードにも対応したものが多い。デジタル放送はこのモードでのみ記録可能である。

両モード間で相互ダビングが可能になっている機種も多いが両モードには規格上での相違点があるので、ダビングを行なうことを前提で録画を行なう場合は両モードの相違点を熟知しておくことが必要である。以下に主な相違点を列記する。以下は規格上の制限で、機種や設計上の制限ではないので各社各機種ともに共通する。
1. 使用できる解像度の違い：DVD-VideoモードはFull D1、1/2D1、1/4D1（CIF）のみだがDVD-VRではその他に4/3D1、2/3D1も使用可能。
2. 16:9スクイーズ記録の制限：DVD-VideoモードはFull D1でしか認められていないが、DVD-VRではその他の解像度との組み合わせでも可能。

また録音の音質も各社で扱いが異なっている。多くのメーカーがリニアPCM（48kHz16ビット）を採用しているのは同じだがドルビーデジタル音声ではパナソニックが128kbps、パイオニアは256kbps、東芝は384kbpsを採用している（高音質設定時）。

### 二ヶ国語放送の記録
アナログ放送（地上波アナログ・BSアナログ放送）の音声多重放送は2つの音声トラックを使って副音声付放送（二ヶ国語放送、解説放送。デュアルモノラル）とステレオ放送を行なっている。副音声付放送は主+副であるが、ステレオ方法は単純に左+右ではない。詳細は音声多重放送を参照の事。
デジタル放送ではMPEG-2の技術（MPEG-2 TS）を採用している関係で音声信号の仕組みもDVD-Videoフォーマットに近い形になっており最大8トラック（技術的にはストリームと呼ばれている）まで利用可能であるが、それぞれの音声トラックに記録されている音声のチャンネル切換再生（例えばステレオ2ch音声の場合なら左右の切換）にはDVD-Videoフォーマットの場合と同様に対応していない。CS放送もデジタル放送なので音声信号などの規格上はデジタル放送に極めて近い仕組みだが2006年初頭現在、アナログ放送の方式に合わせて音声ストリームは1系統のみで行なっている放送チャンネルがほとんど。一部のチャンネルや番組プログラムには第二音声信号があるものがある。詳細はCS放送の記事を参照のこと。
従って、DVDレコーダーのDVD-Videoモードでも音声トラック内のある1つのチャンネルを選択して再生する仕組みにはなっていない。DVD-VRでは、DVD-Videoの場合と異なりステレオ2ch音声の左右を選択指定して切替が可能な機種と、（DVD-Videoと同様に）左右の切換が不可能になっているものが存在する。ちなみにDVD-Videoの再生でもごく一部の多機能なAV機器やAVソフトでは左右音声を独立にボリューム調整可能なものはあるが、これらの機能コンセプトはあくまで音声切り替えではなく左右別のボリューム調整である。
DVD-Videoで音声を選択できる形で記録するには音声トラックを複数使用した形で記録しないと二ヶ国語が再生できるものは作れないが、未だDVD-Videoフォーマットの記録に音声トラックを2つ以上使用する機能をもった機種は登場していない。現状は、DVDレコーダーでDVD-VideoフォーマットのDVDに二ヶ国語番組を（音声の切り替えが可能な形式で）記録する事は実質的には不可能である。なお、パソコンで利用可能なアプリケーションソフトには、DVD-VideoフォーマットのDVD作成に2つ以上の音声トラックを作成可能な機能を持つオーサリングソフト（編集ソフト）がある。
一方、DVD-VRモードではフォーマットの規格として二重音声である旨の識別情報が定義されている。DVD-Videoモードでは二重音声かそうでないかの区分が存在しないので、二重音声を記録した場合はステレオ2ch音声の場合に左／右の切り替えが不可能なのと同様に主／副の切り替えが不可能な状態で記録される。アナログテレビ放送やDVD-VRフォーマット、さらに一部のデジタル放送でも使われている二重音声（デュアルモノラル音声）の仕組みはデジタル放送のステレオ二ヶ国語放送（デュアルステレオ）やDVD-Videoフォーマットで採用されている多重音声の仕組み（論理的なデータ構造）とは異なっている。前者は2chステレオも二重音声も音声トラック（デジタル記録技術の場合は音声ストリーム）を2つ使用した技術であり、後者は2ch音声もそれ以上の多チャンネル（例：5.1chなど）音声でも使用するトラック（ストリーム）は1つとして定義されている。
市販の民生レコーダーではこの状態（主／副の音声の切り替えが不可能なDVD-Videoディスクが作成される状態）を回避するために二重音声のDVD-VRフォーマットをそのままDVD-Videoフォーマットに記録や変換ができないようにしている。DVD-Videoフォーマットで記録する場合は二ヶ国語放送の音声を別々に選んで再生可能な状態で収録するには音声トラックが2つ必要になるが、これに対応した民生レコーダーは2010年5月現在いまだ製造されていない。またデジタル放送で行われているデュアルステレオによる二ヶ国語放送の場合はそれぞれの言語音声を1つずつの音声トラックに記録し都合2つの音声トラックを使用することでデュアルステレオ音声とすることが理論的には可能でかつ技術的にも容易であるが、これについても未だ可能な機種は2010年5月現在製造・販売されていない。これはDVD-VRとDVD-Videoの両フォーマットへの録画機能を備えたDVDレコーダーで先行したメーカーが両フォーマット間のコンバート処理を技術的にシンプルにするためにDVD-Videoフォーマットで二ヶ国語放送のような二重音声放送を録画する場合、あるいはDVD-VRで録画した二重音声放送をDVD-Videoフォーマットにダビングする際に機器使用者に二ヶ国語のうち一方だけを選ばせることでDVD-Videoフォーマットでの音声トラックの使用を1つに限定した仕様を採ったこと、かつ後続メーカーや後続機種も全てそれに倣ったことによる。

### 対応メディアの違い
記録型DVDは複数の規格が乱立し、それぞれを支持するメーカーが分かれて消費者を混乱させた。複数規格に対応する記録装置（いわゆるDVDマルチドライブ）が普及して規格争いは沈静化したものの、一部その名残が各社のDVDレコーダーに残され、消費者は機器、メディアの選択、および非互換性に困る場合がある。なお、BDレコーダーはメディアがBD-R・BD-REの2種類に絞られており、BD-R・BD-RE共に大多数のレコーダーで録画・再生が可能である（但し一部DLメディア非対応の機器があるほか、3層以上のBDXLは対応機器が必要となる）。
1. カートリッジ入りメディアを含む完全対応
2. カートリッジなしメディアのみ対応
3. 再生のみ対応
4. 完全に非対応

の機器があり、同じメーカーでも製品によって対応状況が異なる場合もある。また自社開発を打ち切ってOEM供給に切り替えた結果、自社開発時代とOEM供給移行後とで対応状況が変わる場合もある。BDレコーダーに移行後もDVDレコーダー時代の状況をそのまま引きずっている場合も多い。
基本的にはDVD-R・DVD-RWは大多数のレコーダーで録画・再生が可能。ただしDVD-RWはDVD-RAMに比べ書き換え可能回数が少なく、録画・消去を繰り返すと劣化して比較的短期間で使用不可能になるおそれがある。
DVD+R・DVD+RWはソニーのレコーダー（現在はBlu-ray機のみ）のみ録画に対応している。再生は他社のレコーダー・プレーヤーでも対応している場合がある。
DVD-R・DVD-RW・DVD-RAM・DVD+R・DVD+RW（DVD-R DL・DVD+R DL）のいずれにも書き込み可能なDVDレコーダーは、かつてパイオニアに対応機種が存在したが、2010年現在BDレコーダーも含めてどのメーカーからも発売されていない。-RAM陣営のメーカーは現在-RWにも対応している一方で、-RW陣営のメーカーは-RAM敵視政策を変えておらず、ほとんどが再生のみの対応である。各社の対応状況は主なメーカーと各社主力製品を参照。

## DVDレコーダーの形態と機能

### 形態の違いによる分類
技術の革新や投入時期による製品の特徴などを記す。

#### DVD単体レコーダー
記録型DVDに直接録画する。初期は全てDVD単体だった。2003年ころからHDD搭載機に取って代わられ、2006年に生産終了した。

#### HDD+DVDレコーダー
PCと同様、ファイルのやり取りが容易なDVD-RAMの性質から東芝・松下電器産業が商品開発で先行し低価格単体機投入とハイブリッド機の強化により、当時の-RAMと-RWの規格シェアが逆転した。
さらに1年遅れて-RW陣営のパイオニアもハイブリッド機をリリースするが機能面で-RAM陣営に遠く及ばず、-RAMハイブリッドに性能的に追いつくのにさらに1年費やすことになった。その後、HDDの製造コストの低下や大容量化、さらにその信頼性も家電製品として耐えうるものになってきたためHDD搭載型が一般的になりDVDは録画された映像の長期保存、持ち出し等に使用することが多くなった。
複数の記録装置を搭載した機器をハイブリッドレコーダーと呼ぶが、多くの場合はHDD+DVDレコーダーのことを指す。また単に「DVDレコーダー」と言ってもHDD+DVDレコーダーのことを指す場合がほとんどである。
HDDの搭載は家庭のテレビ視聴・録画スタイルに革命をもたらした。以下のような機能はHDD搭載機種ならではの特長である。
- 録画しながら別の番組を再生する
- 録画しながら少し前のシーンに戻って再生する（タイムシフト再生）
- タイムシフト再生しながら早送りして現在の放送に追いつく（追っかけ再生）
- 電子番組ガイド（EPG）をキーワード検索し、ユーザーの嗜好に合いそうな番組を自動的に録画する（おまかせ録画）
- HDDに録画し、編集（CM削除、番組分割、番組結合、チャプター作成、プレイリスト作成など）をしてからDVDへのダビングが可能

※タイムシフト再生・追っかけ再生はDVD単体レコーダーでも可能な機種がある。一方、最近の機種では操作の簡略化と録画予約への特化からタイムシフト関連機能が廃されている物が多い。
HDDからDVDへのコピー（ダビングと呼ぶ場合が多い）はそのままの品質でコピーする場合もあるが、ディスクの容量に合わせて再エンコードを行う機能を持つものが多い。機種によっては再エンコードダビング中は録画などの操作を受け付けないことがある。
2003年12月にソニーがPSXを発売したが不人気で、在庫を捌くために他社製品に比べ圧倒的な低価格販売に切り換えた。そこから各社も販売価格を下げて対抗したがソニーを含め各社とも低価格化に対するコスト削減が追いつかず、メーカー側は全く儲けにならないという事態になる。特にDVDレコーダー事業が中核のパイオニアは企業規模を考えると価格競争に強いという訳にはいかず経営上深刻な危機に陥り、ついに2006年6月にはメディア各社が「パイオニアは自社でのDVD機器開発中止に追い込まれた」と報じた。しかしパイオニアはこの時点では報道を否定し、その後DVDレコーダーの新商品を発売したものの後継機種が発売されないまま既存モデルが相次いで生産終了している。
HDDの容量はどんどん大きくなる傾向にあったが、2006年頃に飽和状態に達した。2007年現在の日本市場では200～600GBモデルが一般的であり、1TBモデルも登場している。
2006年後半ころから、HDDの大容量化や倍速の進化、操作の簡略化などを目的にDVDメディアへの直接録画が不可能なモデルも出始めた。以下に該当機種を記載する。なおソニーの該当機種はすべてBDドライブ搭載モデルであり、BDへは直接録画可能となっている。
- パナソニック：DMR-XP10/XP11/XW30/XW31/XW50/XW51/XP20V/XP21V/XW40V/XW41V
- シャープ：DV-AC72/AC75/ACW72/ACW72/ACW75/ACW80・BD-HDW15/20
- ソニー：BDZ-T50/T70/L70/X90

#### Wチューナー搭載機
HDD搭載によって多数の番組を録画するのが手軽になり、時間帯が重なる裏番組も同時に録画したいという需要が増えた。2004年ころから各メーカーがアナログダブルチューナー搭載機を発売し、価格帯も手の届きやすいものになった。
デジタルチューナー搭載機（後述）は一部を除き全てアナログチューナーも搭載しているため、デジタル/アナログのW録画が可能なモデルも多い。さらにシャープや日立製作所は早くからダブルデジタルチューナー搭載機を発売し、後者はBSデジタル放送や110度CS放送の同時録画も可能であることからやや高価ながらもこの機能を重視する消費者からの支持を増やし他メーカーも追随した。

#### VHS一体型・DV一体型
ビデオデッキ一体型のDVDレコーダーや、ビデオデッキ・DVDドライブ・HDDの3つを1つのボディに搭載した3in1レコーダーも各社が生産している。HDD・DVD・VHSそれぞれの間で双方向、計6方向の6WAYダビングがワンタッチで行え1台でVHSテープからHDDに録画して必要な部分だけをDVDに記録することも可能。またダビングしながらの録画や2チャンネル同時記録（Wエンコーダ/チューナー搭載の場合）など、多彩な利便性を実現した。そして2005年からは、デジタルチューナー搭載（後述）の3in1機も登場している。
劣化したVHSテープで起こりがちな画面の揺れ・ぶれを軽減するタイムベースコレクタ（TBC）やデジタルノイズリダクション（DNR）、輪郭補正回路など各種の画質向上機能が一般的に搭載され、また映像出力をDVDとの共用にする事で従来からVHSデッキに搭載されているS端子やコンポジット端子に加えD端子やHDMI端子からの出力も可能にし古いVHSテープでも市販DVDソフトに迫る鮮明な画像で楽しめることを謳っている。
しかし、録画可能な方式はあくまでノーマルVHSのみ。S-VHSは日本ビクター（現：JVCケンウッド）製の業務用製品で録画・再生に対応している（ただしHDDなし）が民生用のVHS一体型はすべてノーマルVHSであり、S-VHSの簡易再生（SQPB）ができる程度である。また、D-VHSデッキとの一体型はこれまでどのメーカーからも発売されていない。
2007年1月23日には、日本ビクターからDVデッキ一体型の新モデル「SR-DVM700」が発表された。DVDレコーダーでDVデッキとの一体型を実現しているのは2007年現在、日本ビクターのみである。DV方式のカムコーダで撮影したテープをパソコンよりももっと手軽にノンリニア編集し、簡単にDVD-Videoを作成できるという。DVデッキについては、DVCAMの再生にも対応している。このモデルは業務用で主に企業や学校、医療機関、結婚式場、映像制作を趣味とするハイエンドユーザーなどを対象としている。製品のコンセプトはあくまで映像制作なので、地デジなどのテレビチューナーは非搭載である。

### 搭載チューナーによる分類

#### アナログチューナー搭載レコーダー
従来からのアナログチューナーのみを搭載するモデル。2011年以降はデジタルチューナーの接続が必要となる。機種によっては現在のハイビジョンレコーダーでは搭載されていないBSアナログチューナーも搭載。ハイビジョンレコーダーが本格的に展開された2005年末ごろから市場は徐々に縮小。デジタル放送への移行まで5年を切った2006年末ごろから各社が生産を順次終了させている。
さらにDVDプレーヤー単体（再生専用チューナーレス）機もSONY、パイオニア、東芝などを除く殆どの日本国内大手電機メーカーは2006年頃までに生産を終了し、現在は再生専用（チューナーレス）BDプレーヤー単体機やポータブルBD/DVDプレーヤーがわずかに生産されているのみである。

#### デジタルチューナー搭載レコーダー（ハイビジョンレコーダー）
2003年12月に地上デジタルテレビジョン放送が始まり、放送地域が拡大していくと共に地上/BS/CSデジタルチューナーを搭載したDVDレコーダーが普及を続けている。これをハイビジョンレコーダーと呼ぶ。ただしハイビジョンを録画できる録画機器はDVDレコーダーには限らず、HDDのみへの録画機器（HDDレコーダー）もハイビジョン対応機はハイビジョンレコーダーに含まれる。DVD録画機能を持つ「ハイビジョンレコーダー」は元々、DVDにハイビジョンを記録できるレコーダーという意味で使われ始めたわけではない。ただし2007年以降、AVCREC方式やHD Rec方式を採用することでDVDにハイビジョンを記録できる「ハイビジョンレコーダー」（松下電器産業の「ハイビジョンディーガ」や東芝の「VARDIA」など）も発売された（後述）。またそれを機に、従来は不可能だったカムコーダで撮影されたAVCHD記録のDVDも再生可能になった。
HDDのみのレコーダーも含めたハイビジョンレコーダーはデジタル放送が最初からMPEG-2 TSのファイルとして放送波に載せられて送られてくることから、アナログ放送レコーダーが録画機側でMPEG-2（MPEG-2 PS）に変換して記録するのと異なりMPEG-2 TSをそのまま記録する方式を採っている。従ってDR/TSモードを利用することによってHDDには全てのデジタル放送を放送局から送出されたままの状態で劣化なく記録できる。
しかし、ハイビジョンをDVDメディアに記録する際はDVDビデオ（DVD-Video）規格はMPEG-2 PS以外の記録には対応していない（MPEG-2 TSやMPEG-2 PSによる圧縮では容量が不足する）ためアナログ放送程度の解像度へのダウンコンバートを余儀なくされる。ただし、メーカーの製品カタログではそうしたDVDであってもHDMIで接続しアップコンバートすることでハイビジョンで放送された元の映像により近い画質での再生が可能とされている。2007年11月以降には、パナソニックや東芝からDVDメディアにハイビジョン記録できる製品が登場した（後述、「MPEG-4 AVCエンコーダの搭載」参照）。
デジタル放送とアナログ放送では音声の仕組みが若干異なることによる煩雑なコンバート処理を避けるために、2006年初頭現在は放送波やMPEG-2 TSの録画データからは一つの音声ストリームしか取り出せずステレオ二ヶ国語放送などを二ヶ国語としてコンバート出来ない製品がほとんどである。
デジタル放送で行なわれている二ヶ国語放送のうち、第一音声信号以外を用いて行なわれている二ヶ国語放送の場合は二ヶ国語の同時録画が出来ない。つまり、内蔵チューナー受信のデジタル放送のデュアルステレオ番組をDVDに録画できない。（外部入力に別チューナーを接続して録画する場合はもともと不可能である）
以上のことにより、例えば、デジタル地上波放送の開始以後のサイマル放送が行なわれている放送局において、二ヶ国語番組がアナログ放送では副音声付放送、デジタル放送ではデュアルステレオで行なわれている場合には、アナログ放送受信の場合は二ヶ国語DVD録画が可能で、デジタル放送受信の場合は二ヶ国語のDVD録画が出来ない、という現象が発生している。なお、アナログ放送とデジタル放送の双方が副音声付放送（デジタル放送では二重音声放送と呼ばれる）で行なわれている放送局の場合は、両方とも二ヶ国語DVD録画が可能になる。
ハイビジョンDVDレコーダーは第3世代光ディスク普及までの過渡的な製品ではあったが、DVDレコーダー自体の普及が成熟・収束しきっていない現状もあり、高付加価値・高価格で2006 - 2007年の各社の主力製品になっていた。なお現時点で録画データをHD画質でをムーブ出来るのはi.LINK接続したD-VHS機とBlu-ray Disc/HD DVDレコーダー、一部のDVDレコーダー、HDDレコーダーだけである。
ハイビジョンレコーダーには、既存のDVD-Videoの再生映像をハイビジョン映像信号にアップコンバート（ただし走査線を補完するなどして若干の補正を加えた信号フォーマットの変換なので、SD映像がHD映像に変わるわけではない）する機能を持つものも多い。D端子またはHDMI端子を搭載したハイビジョン対応テレビまたはモニター（ハイビジョンブラウン管テレビや薄型テレビなど）と組み合わせればより高画質で鑑賞でき、またその機能をパソコンなどで行なう映像編集で活用すればSDで撮影された過去の貴重な映像資産をHD素材として用いることも可能。ただしコピーガードが施されている市販DVDは著作権保護のため、ハイビジョン画質での出力についてはHDCPで暗号化された出力しか許可されていない（これに対して一時期は消費者のみならずメーカーからも批判的な声が大きく、三菱電機はHDMI搭載機種を発売しない方針を取っていた）。
ハイビジョン放送を快適に扱うには大容量のHDDが必要でHDD容量アップの需要を加速させたが、2005年に1TB（1000GB）に到達してからは一段落した感がある。これには後述するMPEG-4 AVCエンコーダの搭載で実質的な録画可能時間が長くなったことも関係がある。
2004年4月より始まったコピー制御（B-CASカードの使用）によりデジタル放送は自由にコピーすることができず、HDDからDVDに移すとHDDにある元の映像は消去されてしまう。機器のエラーなどにより移動に失敗すると元の映像まで失われてしまうといった苦情がメーカーに多く寄せられ、総務省がコピー制御の是非を2004年9月以降審議している。DVDレコーダーとコピー制御の関係について、詳しくは後述。
アナログテレビ放送終了まで5年を切った2006年末期からデジタルチューナー非搭載機の生産を打ち切るメーカーが相次ぎ2007年末までに東芝を最後に大手メーカーの製品は全機種生産終了し、BSアナログチューナーは録画機から廃止された。2009年夏にはパナソニックが「DMR-XE1」、「DMR-XE100」を「地上アナログチューナー廃止DVDレコーダー第一号」として発売していた。
但し2010年当時発売中の最新モデルでも地上アナログチューナー廃止には至っていなかった。理由は「地デジ中継局整備が2010年時点で未完了のため」であった。

### その他の機能

#### MPEG-4 AVCエンコーダの搭載（ハイビジョンでDVDに記録する機能）
2007年11月発売の松下電器産業のレコーダー6機種では、デジタル放送をハイビジョンのままMPEG-4 AVC圧縮しDVDメディアに最長100分（片面1層の場合）記録できる機能を搭載する。本当の意味でハイビジョン記録可能なDVDレコーダーが実現した。一方、同時期にBDレコーダーを発売したソニーはレコーダー製品を全てBDにシフトすることを表明しDVDへのハイビジョン記録という過渡的な機能を搭載していない。詳細はDIGA、BDZを参照。
東芝のHD DVDレコーダーのRD-A301（2007年12月発売）にも、同じくDVDにハイビジョン記録する機能がある。MPEG-4 AVCで圧縮した映像のほか、DRモード（MPEG-2 TS）をそのままDVDに書き込むこともできる。
ただし、これらの機能（DVDにハイビジョンを記録する機能）で記録されたDVDには既存のDVD-VideoフォーマットやDVD-VRフォーマットとの互換性が全くない。松下はBlu-ray Disc Associationが策定した「AVCREC」規格を採用し、東芝はDVDフォーラムが策定した「HD Rec」規格を採用する。どちらも既存のDVDプレーヤー・レコーダー等では再生できない。そのため今後BD/HD DVDが低価格化し、過半数が普及した後のサポートが懸念されている。
なお、AVCRECやHD Recのフォーマットによりハイビジョンを記録したDVDに従来のDVDビデオ機器での使用に互換性が全く無いのは、意図的にそうしたわけではない。従来のDVDビデオのアプリケーションフォーマットの規格にはハイビジョン映像の記録や再生を想定した技術が全く含まれていない（DVDのアプリケーションフォーマットを策定した当時はハイビジョン映像規格は存在しなかった）ため、機器側もハイビジョンの再生や記録を前提にした設計をしていない。そのため、どんな方法でハイビジョンを記録しても従来の規格を基に設計された機器での再生や記録は不可能となっている。「ハイビジョンを記録したDVD」とは、メーカーや規格を問わずDVDの器を利用して全く異なったアプリケーションフォーマットにより記録された光ディスクのことを意味する。

#### 2層DVDメディアへの対応
2005年にソニーがDVD+R DL対応レコーダーを、パイオニアがDVD-R DL対応レコーダーを発売した。東芝・松下など他のメーカーも上位機種でDVD-R DLに対応する。
DVD-R DLに関しては最初期はビデオモードのみの対応で、2006年から各社からVRモード対応機種がリリースされた（CPRM対応DVD-R DLメディアは2005年から発売されていた）。
1層メディアの2倍近い記録容量があるが、メディアの価格が高いことが普及の足かせとなっている。ドライブ自体のコストは1層専用と大差がないためレコーダー側の採用は拡大したものの2007年9月現在では第3世代光ディスク（Blu-ray DiscやHD DVD）よりもGB当たりの単価が高いほどであり、このまま1層DVDとの間で埋もれた規格となる可能性もある。

#### メモリーカード等への対応
松下の「DIGA」シリーズの多くや日立の一部モデルはSDメモリーカードスロットを備え、カードに記録された静止画を見ることやカードとHDDの間で静止画のダビングを行うことができる。またその中の一部機種に限られるが、HDDに記録されたテレビ番組などの動画をMPEG-4形式でカードにダビングすることが可能な機種がある（最初からHDDにMPEG-4で録画することも、ダビング時にMPEG-4に変換することも可能。ただし、カードに直接録画はできない）。該当機種では、レコーダーで録画した番組をSDメモリーカード対応の携帯電話や同社カーナビゲーションシステム「Strada」で視聴するといったこともできる。
またソニーは、PlayStation Portableと連携して録画した映像を持ち出す機能を備えた製品を発売した（現在はDVDレコーダーとしては生産完了。BDレコーダーで同等の機能を持った機種が発売されている）。

##### 松下電器産業のSDメモリーカードスロット搭載モデル一覧
- DMR-E100H/E200H/E500H（全機種生産終了）

以下はSD動画非対応機種（XW**/***シリーズは音楽転送機能搭載）
- DMR-E60/E90H/E220H/E330H/EH50/EH53/EH60/EH66/EH70V/EH73V/EH75V
- DMR-EX100/EX150/EX300/EX350/EX550/EX200V/EX250V
- DMR-XP10/XP11/XP20V/XP21V/XW30/XW31/XW50/XW51/XW40V/XW41V
- DMR-XP12/XP22V/XW100/XW120/XW300/XW320/XW200V（AVCHD対応）

##### ソニーのメモリースティックスロット搭載モデル一覧
- RDZ-D70/D90
- DESR-5000/5100/5500/5700/7000/7100/7500/7700（PSX）

以下はPSP連携が可能な機種一覧（全てスロット非搭載）
- RDR-AX75/RDZ-D77A/RDZ-D97A/RDZ-D900A/BDZ-V9/BDZ-A70/BDZ-X90

#### 家電リンク機能の搭載
2006年に松下電器産業（現：パナソニック）がビエラリンク、やや遅れてシャープがAQUOSファミリンク対応製品を発売した。どちらもHDMIケーブルを通して自社の薄型テレビ・DVDレコーダー・AVアンプなどを連携させる機能で1つのリモコンで操作したり、レコーダーの電源オンと共にテレビの入力を切り替えるといったことが可能になり操作性が大幅に向上した。これによりパナソニックとシャープはDVDレコーダーのシェアを大幅に伸ばした。メーカー側には薄型テレビの価格下落を補うメリットもある。
そしてこれに呼応するかのように他社も同等のリンク機能（三菱電機（リアリンク）、東芝（レグザリンク）、ソニー（ブラビアリンク）、パイオニア（KURO LINK（旧名・HDMIコントロール））をそれぞれ発表した。いずれもHDMI CEC規格を拡張したもので、一部で互換性が保たれている。

#### 薄型テレビと同様の機能
ネットワーク接続機能
薄型テレビと同様に、LAN端子を備えデジタルチューナーの双方向通信や有料番組購入、DLNAなどによる他の機器と連携やスカパー等の外部チューナーとの連携、さらにはアクトビラ、YouTubeなどの動画共有サービス、Skypeによるテレビ電話に対応する機種が発売されている。
データ放送
デジタルチューナー搭載機では、薄型テレビ等と同様に、BMLによるデジタル放送のデータ放送を表示できるものが殆どである。
3D対応
時期的にDVDレコーダーでは対応機種が少なく、各大手メーカーともBDレコーダー/BDプレーヤーでの対応となっている。

## DVDレコーダーに関する注意点
従来のVTRにおける使用法、操作性と比較して、DVDレコーダーにおいて注意すべき主な点を以下に記述する。（なお、コピー制御・コピーワンス・ダビング10等の記述についてはBDレコーダーにもそのまま該当する。）
なお、ハイビジョンの録画に関してはハイビジョンレコーダーの項を参照。
- 具体的にどの種類のメディアで（加えてどの録画型式で）録画できるのか。録画用メディアの種類（規格）には現在、DVD-R/-R DL/-RW/-RAM/+R/+R DL/+RW/HD DVD/Blu-ray Discなどがあり、また録画形式にはビデオモード（DVD-Video準拠）とVRモード（DVD-VR）がある。一部のメディア規格において一部の録画形式に対応していない機種がある（一部規格には8cmサイズもあり、同様に対応・非対応がある）。
- さらに、コピー制御に関連して必須となるCPRMメディア（後述）への対応。特にデジタル放送を録画利用したい場合には重要である。
- 各規格のメディア、各録画形式について録画・再生に対応しているのかどうか。また録画できるとしても放送やビデオ信号からの録画はできず、他の媒体からのコピー限定の場合もある（特に2層DLメディアに多い）。
- また、他のDVDプレイヤー・レコーダーなどの機器との間でDVDメディアを融通したい場合には当該機器についても上記の詳細な情報を把握しておいた方が良い。また、メディアの種類によってはファイナライズしないと他の機器で再生できない場合もある。他の機器側が同じメーカーであったり違うメーカーでもドライブの陣営が同じであると再生できたり場合によっては推奨は出来ない行為だが他の機器でファイナライズ可能な場合がある。
- さらに非対応のメディアや録画方式（CPRMの有無を含め）により録画されたメディア、またその他の非対応の仕様（8cmサイズや両面メディア、録画メディアの記録速度など）のメディアを当該非対応のDVD機器において使用すると誤動作を起こしたり最悪の場合は機器の故障を招く場合もある。またメーカーが非対応とするディスクを使用して万が一故障した場合、無料修理などの保証が受けられなくなる恐れがある。
  - 例）東芝製DVDレコーダー「RD-Style」の場合、VRモード録画したDVD-Rディスク、Videoモードで録画したCPRM対応という表示のあるDVD-Rディスクは未対応の機器にディスクを挿入するだけで機器及びディスクが故障・破損する場合がありそのような場合には保証対象外となってしまうと 公式サイト に記されている。ここ最近、デジタル放送録画用のCPRM対応のDVD-Rディスクが安価になってきているがディスク単体ではCPRM対応の記載があるか良く分からない場合もある。

### DVDレコーダーとコピー制御の関係
現在、BSデジタル放送、110度CSデジタル放送、地上デジタル放送、デジタルケーブルテレビ、スカパー!の一部番組の各放送においてコピー制御が実施され「コピーワンス」（1回だけ録画可能）「コピー禁止」の制御信号を付加された番組に対してはDVDレコーダー側の録画等の動作に対してもさまざまな制限が課せられる。
2008年には一部制限が緩和され、地上デジタル・BSデジタル放送では、9回までのコピーと1回のムーブが許可された（後述、通称「ダビング10」）。
なお、デジアナ変換される一部のCATVアナログ波再放送においても仕様上コピーガードが掛かるものがある。

#### アナログメディアとコピー制御
デジタル放送関連のコピー制御についてはデジタル信号（映像・音声）やデジタル媒体にのみ載せられるものであり、アナログ信号やアナログ媒体（VHSやS-VHS等）には無縁なものであるという誤解が抱かれがちである。しかし実際にはデジタル放送チューナー等から出力されるアナログ信号、およびその信号を録画したアナログ媒体に対しても通常コピー制御の信号（通常はCGMS-A）が重畳されている（CGMS-Aのコピー制御信号は垂直帰線区間に記録されているため、コピー制御非対応の機器でもそのまま素通りして除去されることなく記録される）。なお、SKY PerfecTV!ではアナログ信号出力には「コピーワンス」のCGMS-A制御信号は一部のコンバータ機種を除いて出力されない。ただし、「コピー禁止」のCGMS-A制御信号は出力される。
つまり、デジタル放送チューナー等からアナログ映像・音声ケーブルでアナログ方式のVTR（コピー制御対応・非対応を問わず）に接続して録画した場合においても当該ビデオテープにはCGMS-Aの制御信号が記録される（ただし1990年代までに発売された一部の旧型製品の場合、記録の際の同期信号の入れ替えなどによりCGMS-Aの制御信号が記録されないことがある）。そしてそのテープをコピー制御対応のVTR（D-VHSデッキなど）で利用したり、またはコピー制御非対応のアナログ機器からアナログ映像・音声ケーブルでコピー制御対応のデジタル機器に接続し録画等したりする場合にはコピー制御の影響を受ける（従来のVHS専用機などコピー制御非対応の機器で録画などをする場合には、CGMS-Aによるコピー制御の影響は受けない。ただし、CGMS-Aで「コピー禁止」の映像信号には通常マクロビジョンのコピー制御も掛かっておりCGMS-Aのコピー制御非対応の機器でも録画はできない。しかし、前述の一部の製品では記録可能な場合がある）。

#### コピーワンス・コピーネバー
また、「コピーワンス」のコピー制御信号が付加されたデジタル放送（番組）を録画する場合には基本的にはCPRMに対応したメディアおよび機器が必要である。DVDレコーダーによってはCPRM対応メディアの内、一部の種類（規格）のCPRM対応メディアには非対応で録画できない場合もある。また「コピー」と言ってもデジタル放送をHDDやDVDに直接録画する場合は（放送からのコピーと言う事で）別段、HDDからDVDに対してはコピーではなくムーブ（移動）となり、またDVDからHDDへはムーブできない（戻せない）。HDDやDVDからVHSへについては、ムーブではなくコピーが可能。ただし、そうしてできたVHSからHDDやDVDにはコピー・ムーブができない（戻せない）。この場合の多くは「画像安定装置」を使用して録画などをすることが多い。
なお「コピーネバー」（録画禁止）のデジタル放送の場合は（コピー制御対応機器での）録画は一切できず、逆に「コピーフリー」（制限なしに録画可能）の場合にはコピー制御に起因する制限は受けない。

#### CPRM対応メディア

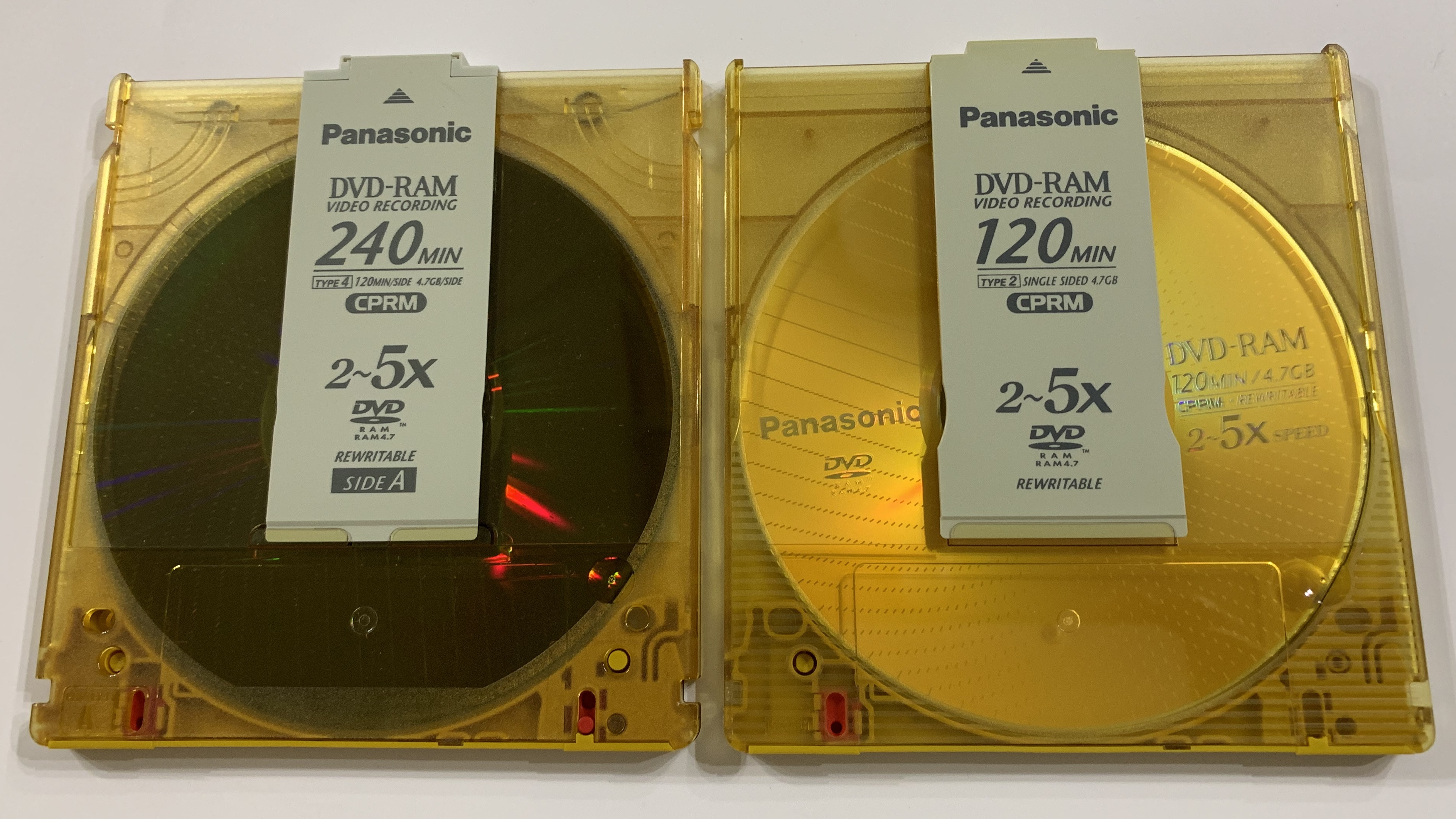
DVD-RAM CPRM対応メディア
（左側：両面240分・右側：片面120分）

CPRM対応のメディアは当初はDVD-RAMとDVD-RWのみだったが、2004年にはDVD-RにもCPRM対応メディアが登場した（使用するにはレコーダー側もDVD-R CPRMに対応している必要がある）。CPRM対応メディアの販売単価はCPRM非対応メディアの数倍から10倍程度であり、割高である。DVD-RAMとDVD-RWの録画用メディアはCPRM対応の物も多いが、それ以上にDVD-RのCPRM非対応メディアが大量に販売されている。
DVD-R DLに関してもCPRM対応メディア・レコーダーがやや遅れて2005年に登場した。
なおDVD+RWアライアンス制定メディア（+R/+RW）に関しては著作権保護規格の策定が遅れており、現在のところコピー制限が付加されたデジタル放送を録画できる機器・メディアは存在しない。DVD+RW陣営であるソニーはBlu-ray Discの推進を強化してDVDレコーダーの新規開発停止を表明したことから、+R/+RWはこのままデジタル放送非対応で終わる可能性が高いとされる。
なおCPRM対応メディアにコピーワンスの放送を録画する場合、DVD-VR（VRモード）でしか録画（および再生）できない（DVD-Video（ビデオモード）でCPRMメディアへの録画はメディアの規格上は可能であるが、レコーディング規格上不可である）。

#### コピーワンスへの不満とダビング10の登場
上記のように各種デジタルレコーダーにコピーワンス信号入り番組を録画した後、他のメディアに移動させると元のレコーダーに記録されていた番組データは消去される仕組みである。ムーブ作業が何らかのトラブルで失敗しても、元のレコーダーに記録された番組データが消去される場合がある。この問題が原因で大事な番組を保存出来なかったと、消費者からの苦情と不信感を招く事態が起こっている。
また、消費者が著作権法の下でも本来なら合法的とされるバックアップが出来なくなる点やお気に入りの映像の編集作業に著しく制約を受ける点についても批判的な声が続出している（なお、日本のデジタルテレビ放送におけるコピー制御については「B-CAS」の項目で詳しく解説している）。
そんな声を受けて地上デジタル・BSデジタル放送では2008年にコピーワンスが緩和され、9回までのコピーと1回のムーブが許可された（通称「ダビング10」）。

## DVDレコーダーの歴史

### シェアの推移
2003年頃まではDVDレコーダー御三家と呼ばれていた松下(パナソニック)、東芝、パイオニアの3社が寡占していたが、ソニーがスゴ録・PSXなどを開発してDVDレコーダーに参入した頃から日立やビクターなどの他社も次々と参入しシェア争いは激戦と化した。なかでもソニーはかつての御三家と互角のシェア争いをするまでになった。パイオニアもシェアは低迷している現状である。さらに2007年9月には日立も自社での開発を中止している。2008年以降は各社ともBDレコーダーへの移行の動きが高まり、2012年現在すべてのメーカーが新製品をBDレコーダーに移行した。
2006年以降、自社製薄型テレビとのリンク機能の搭載により松下・シャープが大きくシェアを伸ばした。これに追随し他社もリンク機能を搭載した。

### 売れ行きの不振、生産の終了
2006年以降DVDレコーダー（ハードディスク内蔵型を含む）は深刻な売れ行き不振に直面し、DVD関連機器メーカーに大きな打撃を与えた。次のような一般向け家電製品としては異質な特質が悪影響を及ぼしていると考えられる。
- デジタル放送関連で、コピー制御（コピーワンス）の不便さ[5]。ダビング10で若干緩和。
- デジタル家電の中でもトップクラスの、製品機能の複雑さ、難解さ[5]。
  - これは機能デザイン開発コストだけでなく、取扱説明書や電話サポートなどのコスト増にも直結する。[要出典]

売れ行き不振はHD DVDやBlu-ray Discなどの登場による一時的な買い控えであるとの見方もあったが、その後過剰ともいえる著作権保護技術の制約を受けず、また操作が容易な旧来からのVHSビデオデッキが未だ多数残っていることから、DVDレコーダーに買い換える必要性を感じない消費者が多いことが普及率の上昇を妨げているとの見方が有力となった。これは2006年は消費者の購入が期待されるイベント（トリノオリンピック、2006 ワールド・ベースボール・クラシック、2006 FIFAワールドカップなど）が多かったにも関わらず普及が進まず、日本国内出荷台数は前年よりも18%も減少（348万台 - 2001年からの調査以後初の前年割れ）してしまったことがその理由として挙げられる。
なお2007年3月時点での世帯普及率は40%程であり、市場が飽和状態にあるとは言えず普及に歯止めが掛かる理由とはならないと電機メーカー各社は見ていた。一部のメーカーはDVDレコーダーの操作を容易にかつ解りやすくするなどして、そのシェアを伸ばした。しかし市場全体としてみれば根本的な解決策とはならなかった。
この結果、以前から不振が続いていたメーカー（日本ビクター・パイオニア・日立製作所など）は事実上の撤退に追い込まれ、堅調なメーカーとの2極化が進んだ。
JEITAの民生用電子機器国内出荷統計によると、2004年（2004年1月〜同年12月）は407万1000台、前年比207.5%、2005年（2005年1月〜同年12月）は423万8000台、前年比104.1%と好調だったが、2006年（2006年1月〜同年12月）は348万2000台、前年比82.2%と前年比を大きく割り出荷台数は大幅に落ち込み、しかも調査以後初の前年比割れとなった。2007年（2007年1月〜同年12月）は299万1000台、前年比85.9%で2006年からの減少傾向に歯止めがかからなかった。2008年（2008年1月〜同年12月）に至っては224万台、前年比74.4%とBlu-rayレコーダーへの移行や未曾有の景気低迷もあって減少傾向に拍車をかけ、DVDレコーダーの市場は先細りしていった。
DVDレコーダーの普及が進んだのは日本が中心であり、欧米などではDVDプレーヤーに比べるとあまり普及しなかった。欧州のテレビ業界はインターネットの普及とともにスマートテレビの導入のほうに非常に積極的であった。ドイツやフランスではスマートテレビの標準規格であるHbb TVがスタートしたほか、イギリスでもスマートテレビの標準規格としてYou Viewがスタートした。欧米のテレビ局ではインターネットを通したフリーミアム（基本サービスは無料で付加価値部分を有料とする形態）と呼ばれるアプローチが一般化し、スマートテレビによる見逃し視聴（時間シフト視聴）が普及したためである。日本では見逃し視聴のサービス化が欧米のように積極的には進まずサービスを導入しても基本的に有料とするスタンスがとられていたため、視聴者には録画機器による録画を選択することが好まれ、「日本は欧米に例を見ないほど録画文化が発達した国」と評された。
2011年には多くのメーカーがDVDレコーダーの生産を終了した。2012年5月にフナイの子会社（2012年当時。現在はエレコムの子会社）のDXアンテナ（DX BROADTEC）よりVHS一体型DVDレコーダーの新製品「DXR160V」が発売された。その後継機として「DXR170V」が発売されたが、2016年7月に生産を終了し、同年12月までに販売を終了した。

### 製品の沿革（DVD）
- 1996年 - DVDプレーヤー（再生専用機）が製品化。
- 1998年 - 初の記録型DVDであるDVD-RAMのPC向けドライブが製品化。
- 1999年
  - 9月 - NECが世界初の民生用光ディスクビデオレコーダー「GigaStation」を発売。独自規格のMVDISC（片面5.2GB、カートリッジ付きの光ディスク）を採用。DVDとの互換性はなく、後継機種は発売されなかった。
  - 12月 - パイオニアが世界初のDVDレコーダー「DVR-1000」を発売。DVD-RW方式対応。価格は25万円。
- 2000年
  - 米国でTiVoやReplayTVといったHDDレコーダーが登場し始める。日本ではソニーが8月に「Clip-On」を発売。
  - DVD-RAM陣営の松下電器産業が単体機「DMR-E10」をリリース。DVD-RW陣営のパイオニアがDVR-1000の後継機でDVD-Rに保存できる「DVR-2000」をリリース。当時のDVD-RWとDVD-RAMの規格シェアは9:1だった。[要出典]
  - 12月 - 日本ビクター（現：JVCケンウッド）がDVD-RAM方式の単体機「HM-VDR1」を発売。
- 2001年
  - 4月 - 東芝が世界初のHDD内蔵ハイブリッド機「RD-2000」を発表（2000年11月発表）。DVD-RAM方式対応で、30GBのHDDを搭載。
  - 7月
    - DVD-RW陣営のパイオニアも後継機「DVR-7000」を急遽リリース（6月発表）。実はDVR-2000がCPRM機能を解除するということが判明したための繰上げリリースである。以降DVR-2000の存在は闇に葬られることとなる。[要出典]
    - DVD-RAM陣営の松下電器産業もDVD-R対応の単体機「DMR-E20」を発表（5月発表）。単体機でタイムシフトが可能になった。

  - 9月 - ソニーがDVD-RW方式の単体機「RDR-A1」を発売。
  - 12月 - 東芝に次いで松下電器産業も「DMR-HS1」にてHDD/DVDレコーダーに進出。
- 2002年
  - 3月
    - DVD-RAM陣営の松下電器産業が低価格機「DMR-E30」をリリース。松下電器産業のVHSに代わる大衆録画機という戦略が見事にあたりDVDレコーダーの存在を一般消費者に知らしめた。急遽パイオニアはシャープよりOEM供給受ける形で低価格機「DVR-3000」を投入するもワールドカップに間に合わず、パイオニアのシェアを一気に落とす結果になった。DVDレコーダー規格シェアが一気に逆転し-RW:-RAMが3:7になった。[要出典]

  - 春 - これまではパイオニアからOEM供給受けて販売していたシャープも以降は独自開発となる。
  - 11月 - シャープが初のBS/CSデジタルチューナー搭載HDD+DVDレコーダー「DV-HRD1」を発売。
- 2003年
  - 3月 - 松下電器産業が初のVHS一体型DVDレコーダー「DMR-E70V」を発売。
  - 7月 - 東芝がDVD-R/-RW/-RAMへの録画・再生に対応したHDD+DVDレコーダー「RD-XS31」を発売。
  - 8月 - 日本ビクターがDVD-R/-RW/-RAMへの録画・再生に対応した単体機 「DR-M1」を発売。
  - 10月 - ソニーがHDD搭載モデルを含むDVDレコーダー「スゴ録」シリーズ「RDR-GX5/VD6/HX6/HX10」を発売。
  - 12月
    - ソニーがPlayStation 2と機能を統合したHDD搭載DVDレコーダー「PSX」を発売。以降DVD+HDDレコーダーの低価格化・普及を加速させた。
    - 日本ビクターがVHS一体型DVDレコーダー「DR-MV1」「DR-MF1」を発売。
- 2004年
  - 2月 - シャープが業界初の地上/BS/CSデジタルチューナー搭載HDD+DVDレコーダー「DV-HRD2」「DV-HRD20」を発売。
  - 4月 - 松下電器産業が初のVHS+HDD+DVD（3in1）レコーダー「DMR-E150V」を発売。
  - 5月 - ソニーが当時業界最大容量の400GBのHDDを搭載した「RDR-HX100」を発売。
  - 6月 - 日本ビクターがHDD+DVDレコーダー「快録LUPIN」シリーズ「DR-MH30」を発売。翌7月にはVHS+HDD+DVD（3in1）レコーダー「DR-MX1」を発売。
  - 8月 - 東芝が初のダブルアナログチューナー搭載「RD-XS53」「RD-XS43」を発売。
  - 10月 - 日立製作所が初のデジタルチューナー搭載機種「DV-DH250T」「DV-DH400T」を発売。DVD-RAM陣営初のデジタルチューナー搭載モデルである。
- 2005年
  - 2月 - シャープ・日立に追随し東芝が初の地上/BS/CSデジタルチューナー搭載モデル「RD-Z1」を発売。
  - 5月 - ソニーがシャープ・日立・東芝に続き同社初の地上/BS/CSデジタルチューナー搭載モデル「RDZ-D5」を発売。
  - 7月 - 松下電器産業も3波デジタルチューナー搭載モデル「DMR-EX100/300」を発売。以降各社の主力商品となる。
  - 9月 - 日立製作所が初のダブルデジタルチューナー搭載機種「DV-DH160W/250W/500W/1000W」を発売。DV-DH1000Wは業界初の1TBレコーダーだった。
  - 10月 - ソニーが初のPSPへの転送機能を備えた「RDR-AX75」を発売。
  - 11月 - 松下電器産業が世界初となるHDD・DVD・VHS・SDの録再に加えデジタルチューナーも搭載した「DMR-EX200V」を発売。
  - 12月 - シャープも日立に追随しデジタルWチューナーモデル「DV-ARW12」「DV-ARW15」を発売。
- 2006年
  - 2月 - 日本ビクターがデジタルチューナー搭載DVD-RW方式の「DR-HD250」「DR-HD400」を発売。ただしシャープのOEMで、DVDレコーダーの新製品は発表しなくなった。
  - 3月 - 松下電器産業が世界初となる1080p変換出力機能を搭載したモデル「DMR-EX550」を発表。同時に業界初のHDMIリンク機能となる「ビエラリンク」も発表された。
  - 5月 - ソニーが初のPSPへの転送機能を備えたハイビジョンレコーダー「RDZ-D77A」「RDZ-D97A」を発売。
  - 6月 - ソニーが同社唯一のデジタルチューナー搭載VHS+HDD+DVD（3in1）モデルとなる「RDZ-D60V」を発売。同社最後の3in1モデルでもあり、2007年夏まで生産された。
  - 9月 - シャープが「AQUOSファミリンク」および、シングルチューナーモデルでもAQUOSのチューナーを活用して2番組同時録画が可能な「ハイブリッドダブレコ」対応（DV-AC32/34/ACV32のみ、ACW38はWチューナー）機種「DV-AC32」「DV-AC34」「DV-ACW38」「DV-ACV32」を発表。
  - 11月
    - 東芝「RD-XS38/48」の生産終了によりアナログWチューナー搭載モデルが消滅。
    - ソニーが同社最後のDVDレコーダー新製品となる「RDZ-D700」「RDZ-D800」「RDZ-D900A」「RDR-HX67」を発売。なお、「RDR-HX67」はアナログのみの最終モデルでごく短い期間（約4ヵ月）の販売だった。
- 2007年
  - 春 - 売れ行き不振により多くのメーカーが収益を圧迫されていると伝えられる。[要出典]
  - 3月 - 日本ビクターが民生用DVDレコーダーの市場から撤退。[要出典]
  - 夏 - 夏のボーナス商戦ではコピーワンス緩和の議論中だったことや売れ行き不振から、東芝の「RD-A300/A600」以外の新機種が全く発売されなかった（なお、この時期はDVDレコーダー以外もAV機器の新商品発売が例年よりも少なかった）。
  - 8月 - 日立製作所が新機種は全てOEM化でDVDレコーダー市場からの事実上撤退。
  - 9月 - ソニーが今後発売するレコーダー製品を全てBDに切り替えることを発表[15]（ただし、「RDZ-D700」はその後半年程度販売が継続された）。
  - 12月 - 松下電器産業、シャープが旧機種での「ダビング10」対応を発表。
- 2008年
  - 1月 - ソニーが旧機種でのダビング10対応を発表。パイオニアが全機種生産中止し、事実上撤退。
  - 2月 - ソニーが業界で最も早くレコーダー製品の全ての機種をBD対応モデルに変更。同時に、「スゴ録」ブランドの終了。
  - 3月 - 三菱電機が同社初のブルーレイディスクレコーダー「REAL ブルーレイDVR-BZ200／DVR-BZ100」と「REAL DVDレコーダーDVR-DW200／DVR-DW100」を5月24日に発売すると発表。同時にこの4機種と2007年9月発売の「楽レコ DVR-DV745／DVR-DV735」のダビング10対応を発表。
  - 4月 - パイオニアが新型DVDレコーダー「DVR-WD70」を発表。2006年秋のDVR-DT95／75以来約1年半ぶりの同社DVDレコーダーの新モデルとなったが、シャープのOEMとなる。また前述の通りシャープはDVDレコーダー参入初期はパイオニアからOEM供給を受けて販売していたことから、OEM供給をする側と受ける側がそっくり入れ替わった形となった。
  - 6月 - 日本ビクターが「DR-HX500/250」を発表。約2年ぶりの新モデルだが船井電機のOEM。
- 2009年
  - 4月 - パナソニックが地デジ専用DIGA「DMR-XE1」を発表。
- 2012年
  - 5月 - 各社が生産を完了する中、DXアンテナ（DX BROADTEC）がVHS一体型DVDレコーダー「DXR160V」を発表。
- 2014年
  - 7月 - DXアンテナ（DX BROADTEC）がVHS一体型DVDレコーダーの新モデル「DXR170V」を発表。
- 2016年
  - 7月末 - 「DXR170V」の生産が終了。[16]

## 過去に生産していた主なメーカーと各社の製品
競争激化やBDレコーダーの台頭により、多くのメーカーが光ディスクレコーダーからの撤退（自社開発から他社OEMへの変更も含む）やBDレコーダーへの完全移行を進めており、2017年現在、従来型DVDレコーダーを生産するメーカーはなくなった（但し、BDレコーダーの大半はDVDレコーダーとしても使用できる）。

### 東芝
REGZA、VARDIAシリーズ。DVD-RAM陣営。詳細はREGZA、VARDIA、RD-Styleを参照。近年はDVD-RWにも対応。
2006年11月まではRD-Style、カンタロウを含む3シリーズ体制となっていたが2006年11月にデジタルチューナー非搭載機はHDDなしのVHS+DVDモデル以外はすべて生産中止となりVARDIAに一本化された。2007年末でアナログチューナーのみのモデルはHDDなしモデルも含めて一旦生産を終了したが、2008年にHDDなしモデルのみ復活した。
2010年9月にREGZAブランドから3機種の「REGZA ハイビジョンレコーダー」が発売。これまで存在した最上位機種であるフラグシップモデルは廃され、ハイスペックモデルとエントリーモデルのみとなった。
世界で最初にHDD内蔵DVDレコーダーを発売。高音質へのこだわりが見られアナログ録画時の録音レベル調整をリミッターや自動追随に頼らず地上波、BSのAモード音声、Bモード音声、各外部入力を全て左右独立可変とし、またドルビーデジタルのビットレートもレーザーディスクの5.1chサラウンドと同じ384kbpsという高レートを採用している（VTR一体型は除く）。
2011年12月に、最終機種「D-VDR9K」（VHS一体型）の生産を終了した。

### シャープ
AQUOSシリーズ（自社の液晶テレビと同じ、Blu-rayレコーダー/プレーヤーも含む）。DVD-RW陣営。詳細はAQUOSを参照。
AQUOSシリーズは全機種デジタルチューナーを搭載している。アナログのみのモデルがメインのころはD-comboシリーズで発売していた。DVD-RW陣営のためBDレコーダーも含めて-RAMの全面対応には否定的な姿勢を崩しておらず、DVD-RAMは対応機種でも再生のみである。現在はアナログチューナーのみのモデルはすべて生産終了している。なお参入初期はパイオニアからのOEMであり、自社開発は2002年からである。
2004年2月に業界で最も早く地上波/BS/CSデジタルチューナー搭載モデルを発売したメーカーである。また自社のテレビとのリンク機能の搭載により、2006年以降はシェアを4位（2005年度）→2位（2006年度）→1位（2007年度）に上げ僅差ではあるがパナソニックのシェアを崩すことに成功した。
2008年秋以降DVD機を発表せず、2011年までに全機種生産を終了した。最終機種は「DV-AC82」。

### パナソニック（旧・松下電器産業を含む）
DIGAシリーズ（Blu-rayレコーダーを含む）。DVD-RAM陣営。詳細はDIGAを参照。2005年モデルからはDVD-RWにも対応。なお、2008年秋に実売9万円以上の上位機種は全て生産終了。2009年2月には2008年末時点でDVDレコーダーを生産している大手メーカーでは初めてWチューナーモデルの生産を終了した。
2007年まではDVDレコーダーでは3割強のシェアを持ちトップだった。2007年度は僅差でシャープに追い抜かれ2位となっている。また、BDレコーダーではソニーが約6割のシェアを獲得し1位となっている。これは2007年の年末に、商品の供給が追いつかなかったためである。
CATV用のHDDレコーダーを唯一発売し、全国のCATV局に採用されている。機器は、月額利用料に含めてレンタルされる。2番組同時録画可能で地上デジタル、BSデジタル、CATVデジタル（CSデジタルとほぼ同じチャンネル）の視聴が可能。
2010年9月時点における現行モデルは「DMR-XP200」、「DMR-XP25V（VHS一体型）」、「DMR-XE100（地デジ専用）」の3機種のみで、2009年秋モデル（DMR-XP200）以降DVDレコーダーの新製品発表は無い（新製品発表はBDレコーダーのみ）。この3機種も2011年に相次いで生産終了。最後まで生産されていたのは「DMR-XP25V」であった。

### ソニー
スゴ録シリーズ。DVD-RW・+RW陣営。詳細はスゴ録を参照。PlayStation 2と機能を統合したPSXも発売していた。
DVD+RWアライアンスの主要メンバーである。DVDレコーダーの低価格化・普及を進めたメーカーでもある。また、2008年現在+R/+RWへの記録が可能なのはソニーのみである。DVD-RAMの再生に対応したのは2006年夏モデル以降だが、2007年11月に発売されたBDレコーダーでは再び再生すら不可になった。アナログチューナーのみのモデルは2007年3月で生産を終了した。
DVDレコーダーの低価格化に火をつけ、2004～2005年にかけてはシェアトップだった。2007年当時はBD機をメインにするため生産機種を減らしていたことも関係して4位だった。
2007年9月12日、BDレコーダーの主力商品化に伴い「国内向けDVDレコーダーの新製品は今後発売しない」と発表した。その直後の2007年10月にHDDが250GBの「RDZ-D700」1機種以外生産終了となり、最後まで残ったRDZ-D700も2008年1月末で生産を終了した。Blu-rayレコーダーはスゴ録ブランドではないためブランドが終了、そして大手メーカーの中では最も早いDVDレコーダー市場からのBDレコーダ（標準画質でのDVDレコーディングも可能）への完全移行となった。BDレコーダーの詳細はBDZを参照。

### NEC
1999年に独自規格のMVDISCを発売したが、１機種のみで終了し、その後はDVD陣営に合流した。録画した番組のMPEGファイルをLANにてPCにコピーできるなどパソコンとの連携機能は最も充実していたが、のちにすべての生産を終了した。同社のレコーダーは動作の安定性が家電としては不十分だった。また同社からAVパソコンが続々登場したため存在理由も薄くなっていった。

### 日本ビクター（現：JVCケンウッド）
当初は快録ルパンシリーズで出していた。さかのぼり録画（電源が入っている状態でチャンネルを合わせておくだけでHDD内に一定時間分のキャッシュを保存し、番組の途中や放送終了後からでも録画が可能な機能）などの独自機能が多く、画質面においても評価は高かった。特に高圧縮（長時間録画）モードにおける画質は他社製品と比べてもトップクラスと言われた。またVHSを開発したメーカーとして、ビデオデッキ一体型DVDレコーダーや3in1タイプに注力していた。3in1機は通常の再生はVHS（SQPB）だが、S-VHSのテープをS-VHS本来の画質でHDDやDVDにダビングできた。
もともとはDVD-RAM陣営だったがビクターはDVDメディアのメーカーでもあることから、自社開発モデルはDVD-RAMとDVD-RWの両方の録画再生に対応していた。ただしカートリッジタイプのDVD-RAMはそのままでは使用できず、カートリッジから出す必要がある。PAL方式のディスクもNTSC方式に変換して再生可能だった。EPGはGガイド。
また、2006年に同社では初となるデジタルチューナー搭載機を発売した。しかし快録ルパンの商標は使わず、製品自体もDVD-RW陣営のシャープのOEMだった。結果、本来ビクターが推していたDVD-RAMは録画も再生もできないという事態となった（現行のシャープ機は再生のみ可能）。さらにビクター得意の3in1機もラインアップしない。またベースとなったシャープ機と違い、ダブルチューナー機能はないにもかかわらずシャープ機より高価である。独自の機能はなく、ユーザーインターフェースもシャープそのものだった。そのためか全般的に評価は低く、家電量販店の店頭ではあまり見られなかった。ベース機の世代交代によりOEM供給も止まり、ビクターは民生用DVDレコーダー事業から撤退した。
その後2008年6月に新製品を発表し同年8月の発売を予定されたが、これも船井電機のOEMでDVD-RAMは再生のみの対応となっている。
業務用ではどのメーカーも出していないS-VHSデッキ一体型機（HDDなし。「SR-MV30」や「SR-MV50」）や、MiniDVとの3in1機（2008年2月現在で発売中の機種は、「SR-DVM700」）も出していた。SR-MV50、SR-DVM700とも2009年頃に生産終了している。

### 三洋電機
経営不振によるリストラ策で、DVD及びVHS事業からの撤退およびHD DVD事業への経営資源集中が決定された。しかし同社の民生用HD DVD機器は発売されることなく2008年2月以降、HD DVD規格自体が姿を消した。一時期、HDDを内蔵しない安価なVHS＋DVDレコーダー（DZR-DV90など）やHDD＋DVDレコーダー（DZR-DH200など）をラインナップさせていたが販売期間はかなり短かった。そのため実態はレコーダーよりもVHS＋DVDプレーヤーや液晶付きポータブルDVDプレーヤーのほうがヒットしていた。のちに三洋は2011年4月1日付でパナソニックの完全子会社化（パナソニックグループの傘下入り）。「三洋電機株式会社」という社名こそ存続されるものの「SANYO」商標は2012年3月31日を以て消滅し（翌4月1日より）「Panasonic」へ一本化される。

### パイオニア(現:オンキヨー&パイオニア)
世界初のDVDレコーダーメーカーであり、DVD-RW陣営の筆頭メーカーである。黎明期はシャープ・三菱電機・ソニー・ケンウッドなどにOEM供給していた。型番は全てDVRで始まる。録画モードや編集機能は多彩で東芝RDに近い高レベルでの作業が可能である。そのためダビング時の仮想的な編集機能を搭載されていた。起動もHDD録再であれば比較的速く、DVDも読み込みが終わればすぐ録再できた。当初よりDVD-RAMとの規格シェア争いに翻弄され、商品展開が迷走状態が長く続いていた。規格争いが一段落した後は、女性向けのデザインと機能が売りの「プリヴェ」シリーズとデジタルハイビジョンが売りの高画質モデル中心の「ハイビジョン スグレコ」シリーズに落ち着きシェア奪回を目指していた。2005年の夏モデル「たっぷり録り」シリーズからはDVD-RAMの再生も可能となっている。さらに2006年春モデル（デジタルチューナー非搭載「スグレコ」シリーズ）では外付けHDDの増設を可能にしDVD-RAM、+R、+RWの記録にも対応している。2006年秋にはデジタルチューナー内蔵の「ハイビジョン スグレコ」シリーズにも外付けHDD対応製品（バッファローからのOEM）が発売された。EPGはアナログ放送はGガイド、デジタル放送は独自の物。i.LINK端子はあるがデジタルビデオカメラとの接続専用のDV端子であり、他機種ムーブは出来ない。他社にはないHDD増設や独自の操作性が注目されている。しかし、2005年までのモデルではDVD-RWドライブの安定性が未成熟だったこともありファイナライズ処理を行うと録画内容が消失するなど不安定になることも多く、（ファイナライズを行っていない状態でシャープのDVD/BDレコーダーなどで録画内容をHDDにダビングすることにより救出できる場合がある）デジタル放送の2番組同時録画が出来ないなど他社に遅れを取っていた。またDVD-RAMの全面対応はデジタルチューナー非搭載モデルのみにとどまっており、2006年秋モデルの内蔵型では全面対応していない。同年いっぱいでデジタルチューナー非搭載機は生産終了している。そして、2008年1月には最後まで残っていたデジタルチューナー内蔵モデル・DVR-DT95（400GB･HDD内蔵モデル。2006年10月発売）も生産終了となり、事実上撤退に追い込まれている状態になっていた（その後も公式サイトは残り続けた）。その後2008年4月23日にDVR-WD70というモデルが発表されたが、同社の筆頭株主となったシャープのOEMモデルとなった。前述の通りシャープはパイオニアからOEM供給を受けていたが、皮肉にも5年の時を経てOEMする側とされる側が逆転することとなった。ただし当社向けを含むシャープが製造しているDVDレコーダーに搭載されているDVDレコーダー用の光学ドライブ部に限り、引き続き当社が開発を担当している。シャープがDVDレコーダーの新規開発を中止しBDレコーダーにほぼ移行していることからOEM供給はすでに止まっており、同社の公式サイトからも製品情報がなくなっていることから撤退したと見られている。

### 日立製作所
DVD-RAM陣営。デジタルチューナー搭載機は薄型テレビと共通のWoooシリーズを名乗っていた。詳細はWoooを参照。
デジタルチューナー非搭載機には特に名称はなく2006年11月に生産終了している。EPGは当初ADAMS-EPGだったが、2006年モデルではGガイドに乗り換えている（デジタルチューナー搭載機はアナログ放送用のEPGを搭載していない）。3in1機は自社でのラインアップには無い。HDD＋DVDレコーダーやHDDなしのVHS+DVDは生産したことがある。
2007年9月をもって、自社での開発中止（=事実上の撤退）に追い込まれている。三菱電機（船井電機と共同開発）の楽レコのOEMとなったため、本来日立が推していたDVD-RAMは再生のみとなってしまった。なお、ジャパネットたかたなどの通販限定でDV-DT1という3in1モデルがあったがこれも船井電機のOEMでDVD-RAMは録画も再生もできず一般のカタログにも記載されていなかった。現在はこれらの機種は全て販売を終了したため、パナソニック「DIGA」を元にしたブルーレイ対応のOEM品が日立チェーンストール向けに供給されている。

### 三菱電機
楽レコシリーズ、REALシリーズ（自社の液晶テレビと同じ、Blu-rayレコーダーも含む）。DVD-RW陣営。詳細はリアル (三菱電機)を参照。
VHS一体型モデルは船井電機のOEM製品で、2006年夏モデルからはHDD+DVDモデルも船井電機との協業になった。また2001年以前のDVDレコーダー黎明期にはパイオニアのOEM製品を販売していたこともあり当時の三菱の録画機のフラッグシップモデルでもあった。
操作は簡単で使いやすく、電源OFF状態からでもすぐに録画を開始できるのが特徴で、松下機と違って待機電力も特に高くない。編集機能は基本的なもののみとなっている。初期モデルは画質面が今ひとつでとくに大型液晶テレビとの相性が良くなかったが、その後上位機種を中心に画質が向上しこの面でも高評価を得ている。2番組同時録画可能なモデルではステレオ放送でもCMカットができることと、音声解析によりスポーツ番組のハイライト部分を自動的に抽出して再生できることが特徴。ただし+R・+RWには録画できず、再生も保証されない。EPGはGガイド。デジタルチューナー搭載機は他社より大きく遅れをとり、2006年11月にようやく発売される。前述の通りDVDレコーダーへのHDMI端子の搭載には消極的だったが、デジタルチューナー搭載機には標準装備となる。一時は10パーセント程度とそこそこのシェアを得たが、2005年モデル以降は長所を強力な訴求力をもってユーザーにアピールすることに失敗し、業界全体においては目立たない存在と化した。ただ普及機でもBSアナログチューナーを内蔵したりかつて三菱がS-VHSに力を入れていたころを思わせる金メッキ端子等が装備されていたりするのでコストパフォーマンスが高い。
2008年3月18日に同社の液晶テレビのブランド「REAL」の名を配した新型DVDレコーダー「REAL DVDレコーダーDVR-DW200／DVR-DW100」と同社初のブルーレイディスクレコーダー「REAL ブルーレイDVR-BZ200／DVR-BZ100」を発表（同年5月24日に発売）。生産拠点である京都をアピールし、シェア上昇を目指した。
2009年5月10日発売の「DVR-DS120」が最終機種となり、生産終了後はBDレコーダーに完全移行。

### デノン（旧：日本コロムビア）
DVD-RAM陣営。草創期の2003年11月に出したDHR-770SDの1機種のみで撤退。

### ケンウッド（現：JVCケンウッド）
DVD-RW陣営。2000年12月1日にDVF-RW1（パイオニアDVR-2000のOEM）を発売したが、この機種のみで撤退した。

### LG電子
2007年発売の『LDR-H51』を最後に撤退。以降はDVD（BD）プレーヤーに注力している。

### DXアンテナ
このメーカーのみ、DVDレコーダーの生産を続けていたが、2016年7月に生産終了した。

### 長瀬産業
Memtekとaxionというブランドを展開していたが生産終了。

## 第3世代光ディスク関連
DVDとは異なる第3世代光ディスクとしてはBlu-ray DiscやHD DVDがあるが、詳細については当該記事を参照。この章ではDVDレコーダーとの関連性が強い部分や共通性がある事項についてのみ紹介する。

### 登場した背景（概要）
2003～2004年にソニー、パナソニック、シャープから登場したBDレコーダーは再生専用BD-ROMソフトの登場以前であるため一般的な製品ではなかった。本格的に製品化されたのは2006年のことである。
2007年9月の時点では映像記録用光ディスクレコーダー全体の数パーセント程度のシェアに過ぎなかったが、2007年の年末商戦から2008年の北京オリンピック商戦にかけてネット通販の価格で10万円を切るレコーダーが登場し2007年12月にはDVDレコーダー全体の20パーセントを占めるまでになった。そのため、今後普及が加速する可能性が高い。ソニーは2008年2月以降BDレコーダーのみの生産に移行し2008年9月にはパナソニック、2009年2月にはシャープも生産機種の絞り込み（高価格帯モデルの廃止）を行った。

### 第3世代光ディスクレコーダーの記録方式

#### Blu-ray Discレコーダー
- DR（ダイレクトレコーディング）／TS（Transporting Stream）録画 - デジタル放送の映像や音声を劣化なしで直接記録（エンコードを伴わない記録）する。BDレコーダーではHDDとBlu-ray Discにも直接録画ができる。記録可能時間は片面1層（25GB）の場合、BSデジタル（約24Mbps）は約2時間10分、地上デジタル（約17Mbps）は約3時間であり片面2層（50GB）メディアへの録画可能時間はそれぞれ2倍となる。
- ソニー・松下電器産業が2007年11月、三菱電機が2008年5月に発売したBDレコーダーはMPEG-2 TSに比べて圧縮効率が高いMPEG-4 AVCエンコーダを搭載する。これによりハイビジョン解像度のまま最大3～4倍の長時間記録が可能になる。また松下電器産業のブルーレイDIGA及び三菱電機のREALブルーレイは、AVCREC規格により記録型DVDにもハイビジョン記録が可能になった。2009年9月現在、最大8倍（BSデジタル放送をAVCREC録画した場合。地上デジタルでは5.5倍）の製品が登場している（Panasonicの初期機種を除き、8倍録画した映像を旧機種で再生することは可能）。

#### HD DVDレコーダー
- TSモードは上記のBlu-ray Discレコーダーとほぼ同じである。HD DVD-Rの記録可能時間は、BSデジタル（約24Mbps）の場合は片面1層（15GB）で約1時間15分。地上デジタル（約17Mbps）の場合は約1時間55分（片面2層（30GB）メディアは対応する機種が出ないまま現在に至る）。
- 東芝のHD DVDレコーダーではデジタルハイビジョン放送を標準画質のMPEG-2 PSにダウンコンバートしたもの（DVD-VRに相当する）をHD DVD-Rに記録することができる（Blu-ray方式のレコーダーには2009年初頭現在は非搭載）。
- 2007年12月に東芝から発売されたRD-A301ではMPEG-4 AVCエンコーダを搭載し、ハイビジョン解像度のまま長時間記録を可能にした。またHD Rec規格を採用し、記録型DVDにもハイビジョン録画が可能となった。

### 製品の沿革（BD/HD DVD）
- 2003年4月 - ソニーが同社、及び世界初のBDレコーダー「BDZ-S77」を発売。しかし再生専用（ROM）規格の策定の遅れ、価格の高さ（発売当時の価格は約40万円）などによりBlu-rayレコーダーの普及はほとんど進まなかった。
- 2004年
  - 7月 - 松下電器産業が初のBDレコーダー「DMR-E700BD」を発売。
  - 12月 - シャープが初のHDD+Blu-ray Discレコーダー「BD-HD100」を発売。160GBのHDDを搭載。
- 2006年
  - 7月 - 東芝が世界初のHD DVDレコーダー「RD-A1」を発売。1TBのHDDを搭載。
  - 11月 - 松下電器産業がBD-ROM再生対応Blu-ray Discレコーダー「DMR-BR100」「DMR-BW200」を発売。
  - 12月 - ソニーも追随してBD-ROM再生対応BDレコーダー「BDZ-V7」「BDZ-V9」を発売。
- 2007年
  - 5月 - シャープが記録もできるBDプレーヤー「BD-HP1」を発売。発売当時同社及び国内初のBD「プレーヤー」だった（BD再生機能を備えたPS3は除く）。
  - 6月 - 東芝がHD DVDレコーダー「RD-A300」「RD-A600」を発売。この辺りから徐々に「次世代機」が低価格化する。
  - 10月 - シャープがHDDの無いBD単体レコーダー「BD-AV1」「BD-AV10」を発表。AV1は「次世代機」としては初めて予想実勢価格が10万円を切った。また、同製品は業界で初めてアナログチューナー非搭載となった。
- 2007年
  - 11月 - ソニー、パナソニックが立て続けにMPEG-4 AVCエンコーダを搭載したモデルを発売。
  - 12月
    - BDレコーダーの売れ行きが好調でレコーダー市場全体の20パーセントを占めた、と発表された。
    - 東芝もMPEG-4 AVCエンコーダを搭載したHD DVDレコーダー「RD-A301」を発売。
- 2008年
  - 2月 - 東芝がHD DVD事業からの撤退を発表。
  - 5月 - 三菱電機がBDレコーダーへ参入。「DVR-BZ100」「DVR-BZ200」の2機種を発売。
- 2009年
  - 10月 - 三菱電機がBD・HDDレコーダー内蔵液晶テレビを発売。